# 黑猫警长之翡翠之星
《黑猫警长之翡翠之星》（英語：Mr. Black: Green Star）是2015年中国大陆动画电影，为《黑猫警长》的续集，由于胜军执导，李彧编剧，赵路、吴天昊、程玉珠、林子杰等负责配音。本片由上海美术电影制片厂制作，上海电影（集团）有限公司发行。该片讲述了一只耳越狱出逃并和拥有超能力的大猿计划利用会飞的航天博物馆“翡翠之星”，在所谓的“开幕式”把全城居民流放往宇宙，而黑猫警长为守护城市要阻止坏蛋们的行动的故事。
该片设有普通话版和上海话版，其中普通话版于2015年8月7日上映，而上海话版则于8月10日在上海各大影院上映，这也是中国电影史上第一部以上海话配音的动画电影。

## 剧情
延续1984年电影《黑猫警长》“请看下集”的剧情：在一个电闪雷鸣的日子里，身陷囹圄的618号犯人一只耳成功越狱，黑猫警长得知此事后，便立刻组织逮捕行动。但在这次逮捕行动中，却被意外出现且拥有强大超能力的坏蛋大猿先生所破坏。次日一早，崇拜黑猫警长的牟三嘟被大壮拉走，偷偷进入了即将开幕的“翡翠之星”航天博物馆，这座博物馆的前身是一座宇宙飞船，六十年前由羊山博士亲手开发。经过深入的调查，黑猫警长发现一只耳和大猿先生早已狼狈为奸，并计划着利用“翡翠之星”航天博物馆的开幕式，启动会飞的博物馆“翡翠之星”，把全城居民流放往宇宙。为了阻止坏蛋的行动，黑猫警长必须赶在他们到达之前拿到启动飞船的能源，但能源在无意间落入了黑猫警长的超级粉丝及其接班人——牟三嘟的手中。黑猫警长不得不将牟三嘟和能源一起带回警局保护了起来。最后，黑猫警长和牟三嘟合作，将飞船降落并返回地球，牟三嘟也实现了渴望成为黑猫警长搭档的愿望。

## 配音员
| 角色     | 普通话配音 | 上海话配音 | 简介                                                                                       |
| -------- | ---------- | ---------- | ------------------------------------------------------------------------------------------ |
| 黑猫警长 | 赵路       | 孙晔       | 本片主角，14岁，森林正义守护者                                                             |
| 一只耳   | 吴天昊     | 吴天昊     | 森林第一反派，监狱第618号犯人，后越狱出逃                                                  |
| 大猿博士 | 程玉珠     |            | 一只耳同伙                                                                                 |
| 牟三嘟   | 林子杰     | 张安琪     | 黑猫警长的超级粉丝，后与黑猫警长合作将飞船降落并返回地球，实现了渴望成为黑猫警长搭档的愿望 |
| 鸭子警官 | 李传缨     | 于胜军     | 黑猫警长的助手                                                                             |
| 西塔     | 刘莹       | 周佶       | 机器女警                                                                                   |
| 牟妈妈   | 刘莹       | 曹雷       | 牟三嘟的妈妈                                                                               |

## 音乐原声
电影的主题曲和片尾曲均为《黑猫警长》，其中前者由沈小岑演唱，后者由胡彦斌演唱。为了重新演绎经典旋律，片方特邀沈小岑回国，重新为电影配唱主题曲；另外，胡彦斌还特别将《黑猫警长》重新编曲并演唱成朋克摇滚风作为片尾曲。

## 制作与发行
2015年6月16日，上海美影厂在上海电影节举办的新闻发布会上表示，为唤起中国人的童年记忆，该片不使用3D技术，继续沿用三十年前的手绘风格，将两代人的童年回忆原汁原味的呈现，并在此基础上加入新故事、新人物，对原有动画进行全面升级，并宣布该片将于8月7日上映。8月10日，该片的上海话版本在上海各大影院开始上映。

## 票房
截至2015年8月16日，该片的累计票房为人民币5759万元，上映首日票房为人民币902.7万。

## 评价
中国大陆官媒新华网评价称，黑猫警长的回归，不仅是在为大朋友们创造回归童年的机会，也是为小朋友们带来一位正义、勇敢的超正能榜样，由此也成为两代人构建沟通的桥梁。黑猫警长也将扭转以小朋友观影兴趣为导向的动画影片观影现象，真正实现两代人共享一个童年。
截至2015年8月11日，该片在豆瓣上的评价仅为5.1分，比1984年的《黑猫警长》的8.3分要低得多。